# Strada statale 359 di Salsomaggiore e di Bardi
La ex strada statale 359 di Salsomaggiore e di Bardi (SS 359), ora strada provinciale 359 R di Salsomaggiore e Bardi (SP 359 R), è una strada provinciale italiana che collega Fidenza con l'alta Val di Taro.

## Percorso
Inizia a Fidenza, dalla strada statale 9 Via Emilia, e si dirige verso sud-ovest raggiungendo le località di Salsomaggiore Terme e Pellegrino Parmense. Il tracciato inizia quasi a confondersi con il confine tra la provincia di Parma e quella piacentina, toccando Bore e attraversando il passo del Pelizzone (1029 m s.l.m.) per scendere verso Bardi.
La strada risale quindi il percorso del torrente Ceno, varca il passo di Montevaca (805 m s.l.m.) e arriva infine a Bedonia.
Fra il 1890 e il 1937 un tratto della strada fu interessato dal passaggio della tranvia Salsomaggiore-Borgo San Donnino (l'odierna Fidenza), poi sostituita dalla ferrovia.
In seguito al decreto legislativo n. 112 del 1998, dal 2001 la gestione è passata dall'ANAS alla Regione Emilia-Romagna, che ha provveduto al trasferimento dell'infrastruttura al demanio della Provincia di Parma e della Provincia di Piacenza per le tratte territorialmente competenti.